# 巴顿-麦康比去氧反应
巴顿-麦康比去氧反应是一个有机反应。在反应中，有机化合物中的羟基被氢取代。该反应以英国化学家德里克·巴顿（1918年－1998年）和斯图尔特·W·麦康比命名。
这个反应是一个自由基取代反應。在另一个类似的反应巴顿脱羧反应中，底物为羧酸。

## 机理
反应机理包括催化剂的自由基引发阶段（链引发）与后续的链转移阶段。醇1首先反应生成黄原酸酯2。另一个反应物三丁基锡烷3在AIBN8的作用下分解，生成三丁基锡自由基4。这个自由基从2中夺取黄原酸基团，得到烷基自由基5和三丁基锡烷黄原酸酯7。7中的硫－锡键很稳定，为反应提供了驱动力。之后自由基5从另一个三丁基锡烷分子中夺取一个氢，生成脱除氧的目标产物6和自由基4，后者继续参与链转移过程，如下图所示。

## 变化

### 其它的氢给予体
本反应中使用的三丁基锡烷有较强的毒性，价格昂贵，而且难以从反应体系中分离。这成为了这个反应的主要缺点。一种改良的方法是用氧化（双）三丁基锡提供自由基，而用聚甲基硅氧烷提供氢。在这个反应中，硫代氯甲酸苯酯最终生成羰基硫。

### 三烃基硼烷
三烃基硼烷水合物（如带有很少量水的三甲基硼烷）是另一个很好的氢给予体 。
在一个催化循环中，在水的存在下，三烃基硼烷3首先被空气氧化，同时生成甲基自由基4。4与黄原酸酯2作用，生成硫代S-酸酯7与烃基自由基5。化合物3为5提供氢，得到脱氧产物与一个新的甲基自由基。
理论计算表明，硼烷水合物中的氢－氧键发生均裂时，需要吸热。所吸收的热量与三丁基锡烷发生均裂时相近，但比水均裂时吸收的能量要少得多。

## 最新进展
在印楝素的全合成中，有一步用到了巴顿-麦康比反应的其中一种变化形式：
在反应的另一种变化形式中，用1,1'-硫代羰基二咪唑（TCDI）作为反应试剂，代替了常用的硫代氯甲酸苯酯。这个反应在pallescensin B的全合成中得到了应用。由于TCDI氮上的孤对电子參與組成咪唑的芳香環，該孤对电子並不与硫代羰基共轭。所以黄原酸酯不会因为共振而变得特别稳定，亦因此加強硫代羰基碳原子的親電子性。所以TCDI特别适用于伯醇的脱氧反应。
这个反应也可以应用在S-烷基黄原酸酯上。用三乙基硼烷作为新型的不含金属的试剂，脱氧时所需要的氢可以来自于质子溶剂或反应器壁。在严格无水的条件下，氢甚至可以来自硼烷自身。